# Los Desheredados
Los Desheredados va ser un grup clandestí espanyol d'idees anarquistes que defensava l'ús de la violència i s'adjudicaven una gran quantitat d'assassinats, emmarcats en el que es coneix com a propaganda pel fet.

## Història
El grup va sorgir per iniciativa d'un grup de militants radicalitzats que s'havia escindit de la FTRE el 1882 durant el segon congrés a Sevilla.
L'escissió es va produir quan es van enfrontar amb el Consell Federal, que va expulsar els defensors de l'organització clandestina, entre els quals es trobaven Miguel Rubio, Francisco Gago, Pedro José Durán, Manuel Oca, Rafael Romero, Andrés Barbadilla, José Rachel, Ricardo Arana, José Ponce i Antonio Bonilla.
Eren de tendència anarcocomunista. Actuaven en el sud d'Andalusia proposant la utilització de la violència a fi d'accelerar la revolució social. Rezelaven de les tàctiques reformistes i legalistes del Consell Federal i reivindicaven les postures del congrés anarquista de Londres de 1881 favorables a la violència i la lluita clandestina.
El grup dels escindits es van reunir a Cadis en 1882, i després en dos congressos a Sevilla (1883) i novament a Cadis (1884). No està molt clar què és el que es va discutir en aquestes reunions, si bé afavorien la retallada a l'autoritat del CF, la llibertat de discussió i un major compromís en la pràctica militant. Editaven un periòdic com a òrgan de premsa: La Revolución Social.
L'escissió de Los Desheredados de la FTRE va donar mostres de la fragilitat dels acords interns de l'organització, i de les tensions i rebutjos que generava la política circumstancialista del Consell Federal.
La política insurreccionalista de Los Desheredados quadrava amb la desesperada situació econòmic-social del pagesia andalús, que no era tinguda en consideració pel FTRE.